# Angoustrine-Villeneuve-des-Escaldes
Angoustrine-Villeneuve-des-Escaldes en francés (Angostrina i Vilanova de les Escaldes en catalán) es una localidad  y comuna francesa, situada en el departamento de Pirineos Orientales en la región de Languedoc-Rosellón.
Se ha utilizado la forma Angustrina para referirse en castellano a ese núcleo de población.

## Geografía
La comuna está situada en la comarca histórica de la Alta Cerdaña, atravesada por el río Angoustrine. Se encuentra en la carretera D618. Es limítrofe con el término español de Llivia.

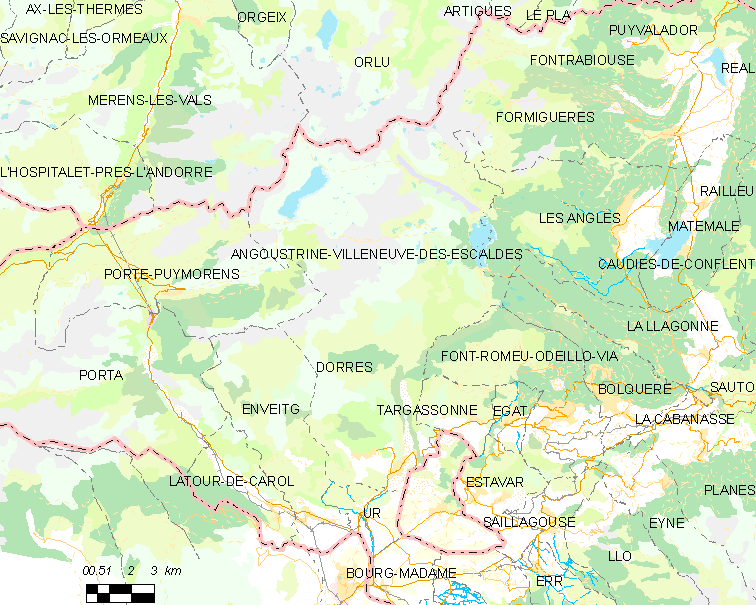
Situación de Angoustrine-Villeneuve-des-Escaldes

## Gobierno y política

### Alcaldes
| Alcalde          | Período     |
| ---------------- | ----------- |
| Louis Clerc      | 1973 - 1989 |
| Jacques de Maury | 1989 - 1995 |
| Hélène Josende   | 1995 -      |

## Demografía
| 494 | 505 | 573 | 556 | 600 | 549 |
| Para los censos de 1962 a 1999 la población legal corresponde a la población sin duplicidades (Fuente: INSEE [Consultar]) |     |     |     |     |     |

(Población sans doubles comptes según la metodología del INSEE).

## Lugares y monumentos
- Iglesia de San Andrés de Angoustrine
- Iglesia del siglo IX.[4]
- La Pleta la Solana